# Margoagung (Sumberejo)
Margoagung is een bestuurslaag in het regentschap Bojonegoro van de provincie Oost-Java, Indonesië. Margoagung telt 2010 inwoners (volkstelling 2010).